# Heinrich Wenck
Pour les articles homonymes, voir Wenck.
 (avril 2016).
Si vous disposez d'ouvrages ou d'articles de référence ou si vous connaissez des sites web de qualité traitant du thème abordé ici, merci de compléter l'article en donnant les références utiles à sa vérifiabilité et en les liant à la section « Notes et références ».
Heinrich Emil Charles Wenck, né le 10 mars 1851 à Aarhus et mort le 3 février 1936 à Charlottenlund, est un architecte danois. 
Architecte des Chemins de fer danois de 1894 à 1921, il a conçu 150 gares ferroviaires, dont la gare centrale de Copenhague, quinze d'entre elles étant protégées au titre des monuments historiques danois.